# Stadlberg (Gemeinde Straßwalchen)
Stadlberg ist eine Anhöhe und Ortslage im Flachgau im Land Salzburg und Ortschaft der Gemeinde Straßwalchen im Bezirk Salzburg-Umgebung. Sie umfasst die Orte Großstadlberg und Kleinstadlberg.

## Geographie
Der Ort befindet sich 24 Kilometer nordöstlich von Salzburg und 3 Kilometer nordöstlich von Neumarkt am Wallersee, direkt 1½ Kilometer südlich über dem Gemeindehauptort Straßwalchen.
Der Weiler Großstadlberg liegt am Nordwestfuß des Irrsberg (884 m ü. A.), dem Nordsporn des Kolomannsberges, auf um die 580 m ü. A. Höhe. Er hat gut 10 Häuser.
Zur Ortschaft Stadlberg, als zerstreute Häuser klassiert, gehören auch die 6 Häuser Kleinstadlberg nördlich, ebenfalls ein Weiler, und ein weiteres Gehöft Aigner, das umfasst zusammen etwa 20 Gebäude mit gut 70 Einwohnern.
Direkt um Stadlberg macht die Westbahn ihren Bogen zwischen dem Bahnhof Straßwalchen nordöstlich am Talrand und dem Bahnhof Steindorf westlich.
|               | Straßwalchen (O)                            | Thalham               |
| Steindorf (O) | Kompassrose, die auf Nachbargemeinden zeigt | Irrsdorf (O) Quengert |
|               | Lengroid (O, Gem. Neumarkt a.W.)            |                       |

## Geologie und Landschaft
Der Stadlberg ist ein Vorplateau des Irrsbergs, etwa 40 Meter über Talgrund. Es ist südlich und östlich durch trockene Gräben vom Irrsberg abgesetzt, die zum Pfongauer Bach respektive zum Hainbach gehen, mit der Passlage dazwischen bei der Hubertuskapelle. Er bildet das Südeck der Straßwalchener Pfortenlandschaft zwischen Salzburger Seengebiet, Mattigtal und Mondseeland.
Der Stadlberg stellt eine Grundmoräne an derjenigen Stelle dar, an der sich zwei Gletscherzungen der Eiszeiten trafen. Von Westen kam der Wallerseegletscher als Lobus (Vorlandgletscherzunge) des Salzachgletschers, der das Salzburger Seengebiet geprägt hat. Von Süden her ergoss sich eine Zunge des Traungletschers, der das Irrseegebiet ausgeschürft hat.
Die flachwellige Moränenlandschaft, die den ganzen Westfuß des Kolomansbergmassivs begleitet, wird bei Stadlberg heute in die Mindel-Kaltzeit (vor um 450.000 bis 400.000 Jahren) datiert. Sie stellt das Gegenstück zum Krenwald als Randmoränenwall dar, der sich ostwärts am Kobernaußerwaldfuß bis Frankenmarkt zieht. Eine Rand- respektive Mittelmoräne ist am Stadlberg nicht befundet. Rund um den Stadlberg liegen jüngere Riß-Schotter (um die 200.000 Jahre alt), zu denen die Randmoräne Watzlberg–Hochfeld talgegenüber gehört. Der Irrsberg selbst ist Oberkreide-Flysch.

## Tourismus und Kultur
Durch Großstadlberg führt der  Arnoweg (Etappe 59 Irrsdorf – Mattsee), den man auch als Talvariante der Via Nova gehen kann. Von der Hubertuskapelle, einer kleinen Waldkapelle, führt eine Wegmarkierung auf den Irrsberg, und den auf der anderen Seite abgestiegen erreicht man die Bergroute der Via Nova und den Arnoweg am Sommerholzer Sattel.

## Nachweise
- 50335 – Straßwalchen. Gemeindedaten der Statistik Austria

1. ↑  Der Name wird so etwa in der 3. Landesaufnahme von 1890 geführt; Layer online bei DORIS, diverse Kartenthemen, etwa Erste Landesaufnahmen.
2. ↑  GKÖ 50 Blatt 64 Straßwalchen;
 diese Einordnung ist Stand jüngerer Forschung, vergl. Gustav Görzinger: Bericht 1959 über Aufnahmen auf Blatt Straßwalchen (64). In: Verhandlungen der Geol. Bundesanstal 1960,  S. A 37 (ganzer Artikel A 36–38, pdf, geologie.ac.at): Görzinger spricht noch von Riß.
3. ↑  Voralpen: 59 Irrsdorf – Mattsee, arnoweg.com.